# 藤原資房
藤原 資房（ふじわら の すけふさ）は、平安時代中期の公卿。藤原北家小野宮流、大納言・藤原資平の長男。官位は正三位・参議。

## 経歴
三条朝末の長和4年（1015年）従五位下に叙爵する。後一条朝の寛仁3年（1019年）元服して左兵衛権佐に任官し、治安 元年（1021年）従五位上・侍従に叙任される。祖父の右大臣・藤原実資の資房への期待は大きく、この年の白馬節会に参加する資房のために政敵である藤原道長に烏犀の方帯を借り受けるなど、実資から寵愛を受けると共に、小野宮流の有職故実を継承していく。
治安3年（1023年）源経相の娘と結婚し、同年右近衛少将に任ぜられる。万寿2年（1025年）五位蔵人及び東宮蔵人を兼ねた。万寿3年（1026年）正五位下に昇り、長元元年（1028年）従四位下に叙せられて五位蔵人を去る。その年の暮れに六位蔵人・藤原経衡から殿上にて暴行を受けるが、これは後一条天皇の側近同士の争いと言われている。
その後も、長元6年（1033年）従四位上、長元8年（1035年）左近衛権中将、長元9年（1036年）には後朱雀天皇の大嘗祭で悠紀国司を務めたにより正四位下と、近衛次将を務めながら昇進を重ねる。長暦2年（1038年）蔵人頭（左近衛権中将を兼ねた頭中将）に補される。しかし、後朱雀天皇と関白・藤原頼通の政治的対立（荘園整理、天台座主人事、三井寺戒壇設置問題など）の中で、天皇に近侍して政務に関与する蔵人頭・資房に対して、関白頼通とその周辺は激しい敵意を抱くようになり、資房のその後の人生に深い影を投げかけることとなった。この時期の『春記』には資房の苦悩と頼通への強い反感が記されている。長久元年（1040年）に左京大夫を兼ねて、長久3年（1042年）の参議昇進まで蔵人頭を務めるが、この間に頼通との関係は大きく悪化した。その後の資房の昇進が参議に留まったのもこのことが深く関係しているとされる。寛徳元年（1044年）に従三位に叙せられた。
寛徳2年（1045年）後朱雀天皇が没して後冷泉天皇が即位し、異母弟の尊仁親王（後の後三条天皇）が皇太弟となると、春宮大夫の藤原能信と共に、春宮権大夫に任じられて皇太弟の補佐を命じられる。頼通は摂関家との関係が薄い尊仁親王の即位を望まず、後冷泉天皇の皇子出生を待ってこれと替えることを願っていた。一方、能信は頼通の異母弟ながら頼通の勢力を抑えるために尊仁親王を全面に押し出そうとした。資房は立場上、自分と対立する頼通に対抗するために能信と結ぶ必要性に迫られる。その後、資房は能信と共に頼通を牽制する立場を採るが、経済的基盤を持たない（祖父の実資は、養子であった資房の父・資平に財産を殆ど与えずに、実娘の千古とその夫・藤原兼頼に与えてしまったために、小野宮家は経済的に没落の一途を辿っていた）ため、頼通に対抗できるだけの政治力を確保できることが出来なかった。加えて、資房自身も幼少より病弱であったために、その面でも健康で長寿を保った頼通に圧倒される。この間、永承3年（1048年）源経長、永承4年（1049年）藤原行経といった後任の参議が資房を超えて先に正三位に叙せられるなど、昇進は遅滞した。永承6年（1051年）資房は正三位に至る。
天喜5年（1057年）正月24日に父・資平に先立ち病没。享年51。最終官位は参議正三位兼春宮権大夫。

## 人物
五位蔵人時代から晩年に至るまでの日記『春記』、蔵人の除目奉仕についてまとめた『資房抄』を編んでいる。

## 官歴
『公卿補任』による。
- 長和4年（1015年） 正月5日：従五位下（大皇后宮御給）
- 寛仁3年（1019年） 10月11日：讃岐権守。12月22日：左兵衛権佐
- 治安元年（1021年） 正月7日：従五位上。正月16日：侍従
- 治安3年（1023年） 2月12日：右近衛少将。2月29日：左近衛少将
- 治安4年（1024年） 正月：播磨権介
- 万寿2年（1025年） 正月14日：五位蔵人
- 万寿3年（1026年） 正月5日：正五位下。10月26日：右近衛少将
- 長元元年（1028年） 2月19日：従四位下（少将）
- 長元2年（1029年） 正月24日：兼近江権介。3月11日：左近衛少将
- 長元6年（1033年） 正月5日：従四位上
- 長元7年（1034年） 正月29日：近江介
- 長元8年（1035年） 10月16日：左近権中将
- 長元9年（1036年） 11月16日：正四位下（悠紀）
- 長暦2年（1038年） 6月20日：蔵人頭（頭中将）
- 長暦3年（1039年） 正月22日：近江介
- 長暦4年（1040年） 4月7日：兼右京大夫
- 長久3年（1042年） 正月29日：参議、右京大夫如元
- 長久4年（1043年） 正月24日：兼備前権守
- 寛徳元年（1044年） 12月14日：従三位（以男左兵衛佐資宗可叙従五位上、令加階所譲也）
- 寛徳2年（1045年） 正月16日：兼春宮権大夫（春宮・尊仁親王）
- 永承元年（1046年） 9月23日：辞右京大夫
- 永承3年（1048年） 正月28日：兼伊予権守
- 永承6年（1051年） 6月17日：正三位（松尾北野行幸行事賞）
- 天喜元年（1053年） 正月27日：兼周防権守
- 天喜5年（1057年）正月24日：薨去（参議正三位兼春宮権大夫）

## 系譜
- 父：藤原資平
- 母：藤原知章の娘
- 正室：源経相の娘
  - 男子：藤原資宗
  - 男子：藤原公房（1030-1102）
- 妻：源朝任娘
- 妻：家女房
  - 男子：琳慶
- 生母不明の子女
  - 男子：永源